# 科哈尼夫卡
48°42′13″N 32°29′33″E / 48.70361°N 32.49250°E
科哈尼夫卡（烏克蘭語：Коханівка），是烏克蘭中部的村莊，隸屬基洛夫格勒州的克羅皮夫尼茨基區。該村面積0.596平方公里，海拔高度178米，2001年人口190，人口密度每平方公里318.79人。